# Oligia unicolor
Oligia unicolor là một loài bướm đêm trong họ Noctuidae.